# Parque nacional Montes Flinders
El Parque Nacional Montes Ikara-Flinders (Ikara-Flinders Ranges National Park) es un parque nacional en Australia Meridional, ubicado a 384 km al norte de Adelaida.

## Historia
Los primeros exploradores de origen europeo en la región pertenecían a una expedición organizada por Matthew Flinders en visita por el Golfo de Spencer a bordo del "The Investigator".
Escalaron el Monte Broen en mazo de 1802. En el verano de 1839, Edward John Eyre con un grupo de cinco hombres exploraron más ampliamente la región. Partieron de Adelaida el 1 de mayo de 1839. La expedición instaló un punto de reabastecimiento cerca del Monte Arden, y desde allí exploraron la región circundante y la parte superior del Golfo de Spencer, antes de dirigirse hacia el Río Murray y regresar a Adelaida.

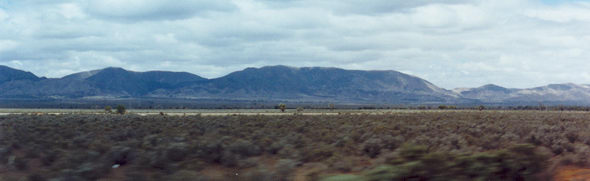
Los Montes Flinders vistas desde la Autopista Stuart.

Existen registros de habitantes instalados en el distrito Quorn, Australia del Sur al menos desde 1845, y las primeras licencias para pastoreo fueron concedidas en 1851. William Pinkerton es considerado el primer colono en encontrar un camino por los Prados Flinders por el Paso Pichi Richi. En 1853 condujo 7.000 ovejas hacia donde 25 años más tarde se establecería la localidad de Quorn.
En 1851, se establecieron los poblados de Wilpena, Arkaba y Aroona como centros de acopio para bovinos; en pocos años otras pequeñas comunidades aparecieron entre los montes y sobre las pendientes del este y el oeste.
A finales de la década de 1870 se amplió el uso de tierras para agricultura, gracias al clima lluvioso de esta cordillera. Igualmente se desarrolló la minería, por lo que el gobierno construyó una vía férrea del norte de Puerto Augusta hacia el paso Pichi Richi, Quorn, Hawker atravesando la cordillera por el oeste y llegando hasta Marree.
La agricultura fue decayendo, principalmente debido a una disminución de la pluviosidad y la mayoría de las granjas agrícolas quedaron abandonadas y solo continuó la ganadería y la minería, actividades para las cuales el ferrocarril es de gran importancia.